# Die Steinklopfer
Das Werk Die Steinklopfer ist eine Novelle von Ferdinand von Saar, die 1874 erschien. Der Autor beschreibt die schwere Arbeit an der Semmeringbahn und die Liebe zwischen zwei „Ausgestoßenen“ der Gesellschaft und ihre Probleme.

## Inhalt
Die Steinklopfer ist eine Novelle, die vor dem geschichtlichen Hintergrund des Baues der Semmeringbahn spielt. Sie handelt von der Liebe zwischen dem ausgemusterten Soldaten Georg und der Steinklopferin Tertschka.
Georg Huber muss aus gesundheitlichen Gründen aus dem Militär ausscheiden, findet aber wieder Arbeit als Steinklopfer bei der Semmeringbahn. Im Laufe der Geschichte verliebt er sich in Tertschka, die Stieftochter des Aufsehers; er nennt sie liebevoll Resi. Die Arbeit der ganzen Gruppe steht unter dem tyrannischen und brutalen Regime des Aufsehers. Als dieser von der Liebe der beiden erfährt, ist er außer sich vor Wut. Er verbietet Tertschka den Umgang mit Georg. Eines Tages kommt es zu einer Auseinandersetzung zwischen Georg und dem Aufseher, in deren Verlauf Georg den Aufseher aus Notwehr einen Hammerschlag auf die Brust versetzt und ihn dadurch tötet. Georg wird festgenommen und ins Militärgefängnis (Stockhaus) gesteckt. Der Auditor verschleppt den Fall. Die Liebe von Tertschka ist so groß, dass sie bei einem Oberst vorspricht, um seine Unschuld am Tod des Aufsehers zu beweisen.
Der Oberst ist von der unzertrennlichen Liebe der beiden gerührt, obwohl er selbst in jungen Jahren von seiner Geliebten betrogen worden ist und den Glauben an die Liebe verloren hatte. Er drängt den Auditor zu einem gerechten Urteil. Dieses lautet auf ein Jahr schweren Kerkers, aber die Untersuchungshaft gleicht dies aus. Die Liebenden bekommen Arbeit samt Bahnwärterhäuschen mit einem kleinen Acker, wo sie bis ans Ende ihrer Tage glücklich und zufrieden miteinander leben.

## Interpretation
Der Autor möchte mit seiner Novelle auf die schlechte Lage der Arbeiterklasse, besonders der Steinbrucharbeiter, hinweisen. Er schreibt jedoch nicht allgemein über die Gruppe der Steinbrecher, sondern berichtet gezielt über das Schicksal des Aufsehers, Georg, Tertschkas und des Obersten.

## Sprache
Die Sprache ist bewusst vom Autor gewählt. Häufig verwendet der Autor Adjektive als Attribute; dies macht es dem Leser einfacher, sich ein Bild von der Umwelt und den handelnden Personen zu machen.
Trotz häufiger Schachtelsätze ist die Novelle leicht lesbar. Auf komplizierte Wörter hat der Autor verzichtet.

## Form
„Diese Geschichte ist eine kürzere Prosaerzählung, die von einer Begebenheit handelt, die entweder tatsächlich passiert ist oder so hätte passieren können. Es gibt nur einen einzigen, spannenden Erzählstrang. Die Novelle konzentriert sich auf ein einzelnes Ereignis. Der Erzähler ist allwissend.“  Der Autor schlüpft in die Person des Geschichtenerzählers. „[…], will ich nun eine kleine Geschichte erzählen.“
Die 46 Seiten lange Novelle ist in vier Kapiteln geschrieben worden.
Einleitung
- Es wird kurz auf die Geschichte der Semmeringbahn eingegangen und dieses als Wunderwerk der Menschheit dargestellt. Danach werden sehr ausführlich das Kennen- und Liebenlernen von Georg und Tertschka und die Kontroversen mit dem Aufseher geschildert.

Unerhörte Begebenheit
- Entdeckung der Liebe zwischen Georg und Tertschka durch den Aufseher und nachfolgende Auseinandersetzung zwischen Georg und dem Aufseher, in deren Verlauf Georg den Aufseher in Notwehr tötet.

Spannung und Krise
- In der Novelle kommen drei spannende Momente auf:
  - Vorsprache vor dem Aufseher
  - Festnahme Georgs
  - Das Bangen Tertschkas, Georgs Unschuld beweisen zu können

Wendepunkt
- Tertschkas Vorsprache beim Oberst führt zur Freilassung Georgs.

Schluss
- Der Autor lässt die Novelle mit einem Happy End enden. Es wird die Lebenssituation von Georg und Tertschka 15 Jahre nach der Arbeit im Steinbruch geschildert.